# Хорватский национальный театр имени Ивана Зайца
Хорватский национальный театр имени Ивана Зайца (хорв. Hrvatsko narodno kazalište Ivana pl. Zajca u Rijeci; известна также аббревиатура HNK Rijeka) — национальный театр в хорватском городе Риеке, значительный городской и региональный культурный центр. Носит имя композитора, дирижёра и педагога, уроженца Риеки Ивана Зайца.
Первый театр в Риеке появился ещё в 1765 году. В 1805 году архитектор Андрея Людевит Адамич (Andrija Ljudevit Adamić) построил новое здание театра.
В 1883 году городские власти Риеки заказали известному своими работами во всей Европе Бюро Фельнер & Гельмер осуществить модернизацию театрального помещения, после которой заведение под названием «Городской (коммунальный) театр» (итал. Teatro comunale) было открыто 3 октября 1885 года.
В 1913 году заведение получило имя знаменитого итальянского композитора Джузеппе Верди — итал. Teatro comunale Giuseppe Verdi. С тех пор в театре действовала собственная труппа, и он работал на постоянной основе. За 3 десятилетия (1913—1943), за исключением периода Второй мировой войны, со сцены театра звучала исключительно итальянская речь.
После включения Риеки в состав Хорватии 4 мая 1945 года, уже 10 мая со сцены театра Верди зазвучал хорватский язык; первым оратором был руководитель самодеятельного театра д. Джуро Рошич (dr. Đuro Rošić), уже потом симфонический оркестр заиграл гимн Хорватии, были исполнены сольные выступления, молодёжный хор запел хорватские патриотические и боевые песни. С тех пор в Риеке происходило бурное развитие нового театра оперы, драмы и балета. Ядром хорватской драматической труппы стало объединение театральных трупп «Царь Никола» (Nikola Car) и «Отокар Кершовани» (Otokar Keršovani); итальянская труппа Filodrammatica fiumana ставила итальянскую драму и классическую оперу; а музыкальный симфонический оркестр стал основой оркестра будущих оперы и балета. Администрация прилагала значительные усилия для создания хорватского театра в Риеке — по образцу Национального театра в Загребе и городских театров в других городах страны. Поэтому 4 января 1946 года в Риеке официально появился городской театр с драмой: выступления, опера и балет, проходили на хорватском и итальянском, а с мая в составе появился первый директор — Дж. Рошич.
20 октября 1946 года открылся первый театральный сезон театра Риеки — премьерой драмы «Дубравка» (Dubravka) Ивана Гундулича (в постановке Марка Фотеза / Marko Fotez).
В 1953 году театру было присвоено имя хорватского композитора, дирижёра и педагога, уроженца Риеки Ивана Зайца (1832—1914).
В 1968 и 1996 годах театру была присвоена премия Владимира Назора в области музыки.
С 1991 года (с независимостью Хорватии) театр имени Ивана Зайца в Риеке получил статус национального (стал одним из 4-х подобных в стране).